# 八幡テレビ中継局
八幡テレビ中継局（やわたテレビちゅうけいきょく）は、京都府八幡市に置かれているテレビ中継局。

## 概要
当テレビ中継局には、京都府域テレビ局であるNHK京都放送局総合テレビと京都放送（KBS京都）が中継局を置き、八幡市内などへ電波を発射している。

## 置局住所
- 八幡市八幡荒神塚の鳩ヶ峰（別名「男山」）

## 送信施設概要

### 地上デジタルテレビ放送
| リモコン キーID | 放送局名     | 物理 チャンネル | 空中線電力 | ERP  | 放送対象 地域 | 放送区域 内世帯数 |
| 1               | NHK 京都総合 | 50ch            | 300mW      | 2.7W | 京都府        | 約1万1000世帯     |
| 5               | KBS 京都放送 | 52ch            | 300mW      | 2.7W | 京都府        | 約1万1000世帯     |

- 放送エリアは、八幡市と大阪府枚方市の各一部地域。
- 2010年3月5日に予備免許交付、3月8日から試験放送開始、NHK京都放送局が3月31日に、KBS京都が4月1日にそれぞれ本放送開始。

### 地上アナログテレビ放送
| チャンネル | 放送局名     | 空中線電力        | ERP               | 放送対象 地域!!放送区域 内世帯数 |         |
| ---------- | ------------ | ----------------- | ----------------- | -------------------------------- | ------- |
| 43ch       | KBS 京都放送 | 映像3W /音声750mW | 映像31W /音声7.7W | 京都府                           | 約-世帯 |
| 45ch       | NHK 京都総合 | 映像3W /音声750mW | 映像25W /音声6.2W | 京都府                           | 約-世帯 |

## その他
- NHK教育と在阪広域テレビ局は、当地に中継局を置いていないため、生駒山・大阪送信所からの電波を受信している。